# (38444) 1999 SY9
1999 أس واي 9 (ويعرف أيضًا باسم (38444) 1999 أس واي 9 وفق تسمية الكوكب الصغير) (بالإنجليزية: 1999 SY9)‏ هو كويكب ضمن حزام الكويكبات؛ وترتيبه 38444 من حيث الاكتشاف.
اكتُشف هذا الجُرم الفلكي بواسطة Frank B. Zoltowski ‏ في 29 سبتمبر 1999.

## وصلات خارجية
- (38444) 1999 SY9 في قاعدة بيانات مختبر الدفع النفاث لأجرام النظام الشمسي الصغيرة

- الاكتشاف · مخطط المدار ·  العناصر المدارية · المعلمات المادية

- (38444) 1999 SY9 على موقع ويكي سكاي: DSS2, SDSS, GALEX, IRAS, Hydrogen α, X-Ray, Astrophoto, Sky Map, Articles and images